# Karta ljubavi
Karta ljubavi naziv je trećega samostalnoga albuma Tomislava Bralića. Album je 2006. godine objavila diskografska kuća Scardona.

## Popis pjesama
| 1.    | »Ribar san star«              | Vilma Neškovčin                 | Joško Bogavčić                  | Joško Bogavčić, Remi Kazinoti | 4:01 |
| 2.    | »Šterika«                     | Davor Juraga                    | Davor Juraga                    | Igor Ivanović                 | 3:44 |
| 3.    | »More lipo«                   | Darko Bakić, Igor Ivanović      | Darko Bakić, Igor Ivanović      | Igor Ivanović                 | 3:44 |
| 4.    | »Kad se suza sa vinom pomiša« | Vili Tomašić                    | Davor Petrović                  | Toni Eterović                 | 4:31 |
| 5.    | »Karta ljubavi«               | Davor Juraga, Roberto Marinović | Davor Juraga, Roberto Marinović | Ivan Božičević                | 4:00 |
| 6.    | »Ćale«                        | Darko Bakić                     | Darko Bakić                     | Igor Ivanović                 | 3:36 |
| 7.    | »Kuća kraj ferala«            | Davor Juraga                    | Davor Juraga                    | Ante Gašpardi                 | 4:01 |
| 8.    | »Balada o zadarskoj rivi«     | Marina Anđelković               | Toni Eterović                   | Toni Eterović                 | 3:40 |
| 9.    | »Život bez kurađa«            | Ante Sikirić                    | Tomislav Pehar                  | Tomislav Pehar                | 3:50 |
| 10.   | »Moj dom«                     | Davor Juraga                    | Davor Juraga                    | Ante Gašpardi                 | 3:32 |
| 38:39 |                               |                                 |                                 |                               |      |

## Vanjske poveznice
- Scardona: Tomislav Bralić – Karta ljubavi  Arhivirana inačica izvorne stranice od 9. ožujka 2016. (Wayback Machine)
- Discogs.com – Tomislav Bralić: Karta ljubavi